# AIPS
AIPS, acrónimo de Astronomical Image Processing System (Sistema de Procesado de imágenes astronómicas), es una aplicación software que proporciona utilidades para la calibración, edición, formación, mejora y análisis de imágenes y de otros datos astronómicos. Uno de sus pilares es la reducción de datos tanto de telescopios de plato simple como en síntesis de apertura. Aunque las herramientas propocionadas por AIPS/AIPS++ están principalmente diseñadas para el procesado de datos para varios radiotelescopios, el paquete se espera que también sea útil para el procesado de otros tipos de imágenes y datos astronómicos. Sin embargo, la reducción de la mayoría datos de detectores en array de imágenes se realiza usando IRAF.